# Kasakhstan ved OL
Kasakhstan deltog første gang som selvstændig nation i olympiske lege under Vinter-OL 1994 på Lillehammer, og første gang i sommerlege under Sommer-OL 1996 i Atlanta. Kasakhstan har siden deltaget i samtlige efterfølgende lege. Udøvere fra Kasakhstan har tidligere deltaget som en del af Sovjetunionen og SNG. 

## Medaljeoversigt
| Kasakhstans medaljer under de olympiske sommerlege | Kasakhstans medaljer under de olympiske sommerlege | Kasakhstans medaljer under de olympiske sommerlege | Kasakhstans medaljer under de olympiske sommerlege | Kasakhstans medaljer under de olympiske sommerlege | Kasakhstans medaljer under de olympiske sommerlege |                     | Kasakhstans medaljer under de olympiske vinterlege | Kasakhstans medaljer under de olympiske vinterlege | Kasakhstans medaljer under de olympiske vinterlege | Kasakhstans medaljer under de olympiske vinterlege | Kasakhstans medaljer under de olympiske vinterlege | Kasakhstans medaljer under de olympiske vinterlege |
| Lege                                               | Guld                                               | Sølv                                               | Bronze                                             | Totalt                                             | Rang                                               | Lege                | Guld                                               | Sølv                                               | Bronze                                             | Totalt                                             | Rang                                               |                                                    |
| 1952–1988                                          | som en del af Sovjetunionen                        | som en del af Sovjetunionen                        | som en del af Sovjetunionen                        | som en del af Sovjetunionen                        | som en del af Sovjetunionen                        | 1956–1988           | som en del af Sovjetunionen                        | som en del af Sovjetunionen                        | som en del af Sovjetunionen                        | som en del af Sovjetunionen                        | som en del af Sovjetunionen                        |                                                    |
| 1992 Barcelona                                     | som en del af SNG                                  | som en del af SNG                                  | som en del af SNG                                  | som en del af SNG                                  | som en del af SNG                                  | 1992 Albertville    | som en del af SNG                                  | som en del af SNG                                  | som en del af SNG                                  | som en del af SNG                                  | som en del af SNG                                  |                                                    |
| 1996 Atlanta                                       | 3                                                  | 4                                                  | 4                                                  | 11                                                 | 24                                                 | 1994 Lillehammer    | 1                                                  | 2                                                  | 0                                                  | 3                                                  | 12                                                 |                                                    |
| 2000 Sydney                                        | 3                                                  | 4                                                  | 0                                                  | 7                                                  | 22                                                 | 1998 Nagano         | 0                                                  | 0                                                  | 2                                                  | 2                                                  | 20                                                 |                                                    |
| 2004 Athen                                         | 1                                                  | 4                                                  | 3                                                  | 8                                                  | 40                                                 | 2002 Salt Lake City | 0                                                  | 0                                                  | 0                                                  | 0                                                  | –                                                  |                                                    |
| 2008 Beijing                                       | 2                                                  | 4                                                  | 7                                                  | 13                                                 | 29                                                 | 2006 Torino         | 0                                                  | 0                                                  | 0                                                  | 0                                                  | –                                                  |                                                    |
| 2012 London                                        | 7                                                  | 1                                                  | 5                                                  | 13                                                 | 12                                                 | 2010 Vancouver      | 0                                                  | 1                                                  | 0                                                  | 1                                                  | 25                                                 |                                                    |
| 2016 Rio de Janeiro                                | 3                                                  | 5                                                  | 10                                                 | 18                                                 | 22                                                 | 2014 Sotji          | 0                                                  | 0                                                  | 1                                                  | 1                                                  | 26                                                 |                                                    |
| 2020 Tokyo                                         |                                                    |                                                    |                                                    |                                                    |                                                    | 2018 Pyeongchang    | 0                                                  | 0                                                  | 1                                                  | 1                                                  | 28                                                 |                                                    |
| Totalt                                             | 19                                                 | 22                                                 | 29                                                 | 70                                                 |                                                    | Totalt              | 1                                                  | 3                                                  | 3                                                  | 7                                                  |                                                    |                                                    |